# Peruzziové

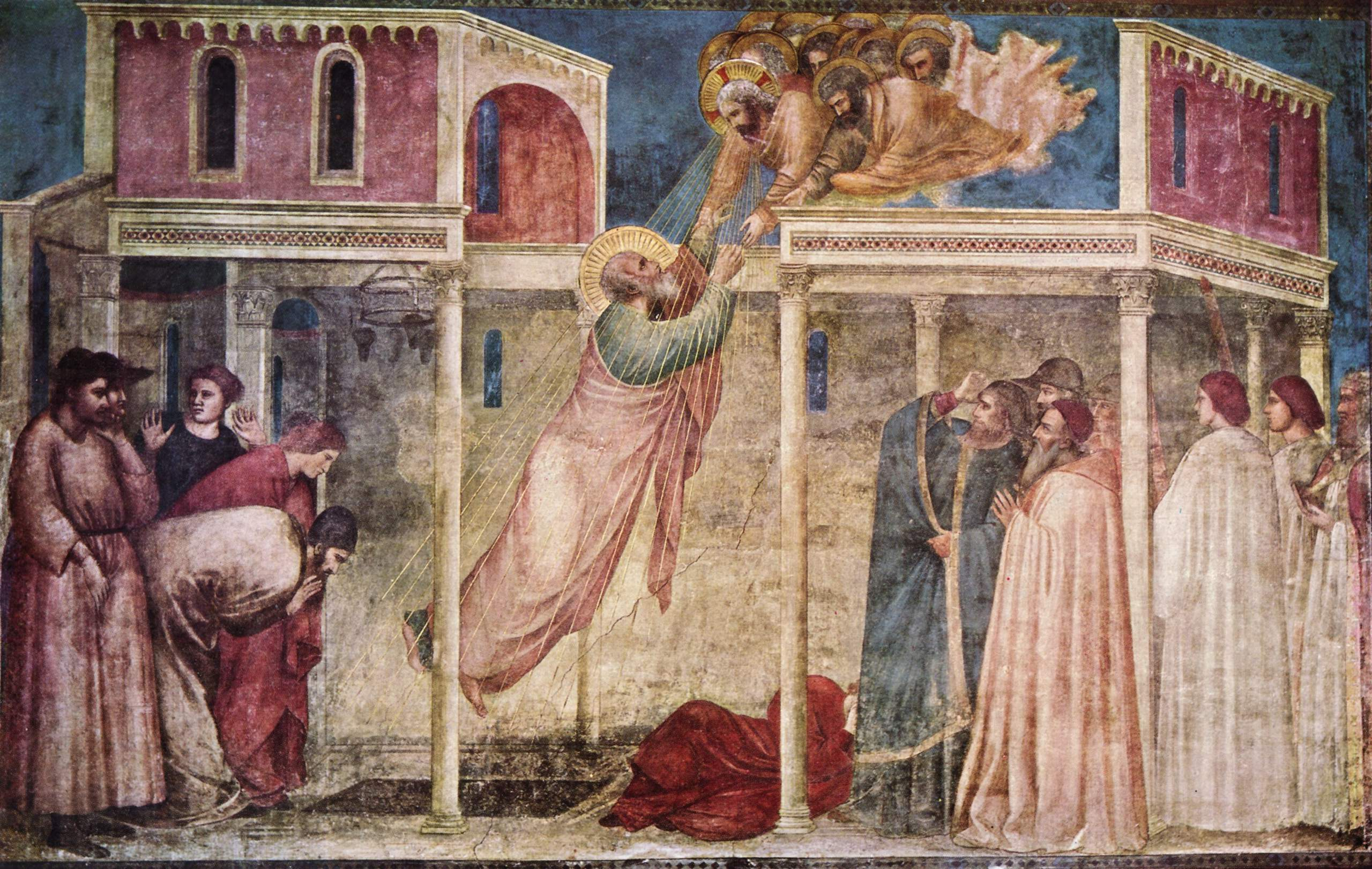
Malba Giotta z Bondone (kolem roku 1237 - 1337) v bazilice Santa Croce ve Florencii, uvnitř kaple vlastněné bankéři Peruzzi.

Peruzziové byli bankéřská rodina z Florencie.

## Historie
Již před 14. století, kdy došlo k úpadku rodu Medicejských se dlouhodobě zařadili mezi nejmocnější rodiny tohoto města.
Původ rodu Peruzziů sahá až do 11. století a od roku 1300, kdy byla jejich finančnická společnost Peruzzi restrukturalizovala a získala externí kapitál, její význam značně stoupl.
V roce 1299 Donato di Arnoldo Peruzzi věnoval peníze na výstavbu pamětní kaple ve florentské bazilice Santa Croce. Jeho dědeček Giovanni di Rinieri Peruzzi byl pravděpodobně jedním z patronů umělce Giotta z Bondone.